# Водніково
Во́дніково (каз. Водниково) — колишній аул у складі Атирауської міської адміністрації Атирауської області Казахстану. Входить до складу Баликшинської селищної адміністрації. Ліквідований у 2018 році.
У радянські часи аул називався Водніков.
Населення — 629 осіб (2009; 450 в 1999).